# Mannschaftskader der Chinesischen Mannschaftsmeisterschaft im Schach 2007
Die Liste der Mannschaftskader der Chinesischen Mannschaftsmeisterschaft im Schach 2007 enthält alle Spieler, die in der Chinesischen Mannschaftsmeisterschaft im Schach 2007 mindestens einmal eingesetzt wurden mit ihren Einzelergebnissen.

## Allgemeines
Die Zahl der gemeldeten Spieler war nicht begrenzt. Während Chongqing Mobile, Jiangsu Netcom, Hebei Tianwei School und Wuxi Tiancheng Real Estate mit je sechs Spielern auskamen, setzte Qingdao Haiyang Chemical Co. neun Spieler ein. Insgesamt kamen 70 Spieler zum Einsatz, von denen 23 alle Wettkämpfe mitspielten.
Punktbeste Spieler waren Ni Hua (Shanghai Guan Sheng Yuan Intl), Wang Yue (Tianjin Nankai University) und Huang Qian (Chongqing Mobile) mit jeweils 14 Punkten aus 18 Partien, Bu Xiangzhi (Shandong Torch Real Estate) erzielte 13,5 Punkte aus 17 Partien.
In dieser Saison erreichte niemand 100 %, das prozentual beste Ergebnis (80 %) gelang Xie Jun (Beijing Patriots) mit 4 Punkten aus 5 Partien.

## Legende
Die nachstehenden Tabellen enthalten folgende Informationen:
- Nr.: Ranglistennummer
- Titel: FIDE-Titel zu Saisonbeginn (Eloliste vom April 2007); GM = Großmeister, IM = Internationaler Meister, FM = FIDE-Meister, WGM = Großmeister der Frauen, WIM = Internationaler Meister der Frauen, WFM = FIDE-Meister der Frauen, CM = Candidate Master, WCM = Candidate Master der Frauen
- Elo: Elo-Zahl zu Saisonbeginn (Eloliste vom April 2007), sofern vorhanden
- Nation: Nationalität gemäß Eloliste vom April 2007; ARM = Armenien, CHN = China, GEO = Georgien, QAT = Katar, RUS = Russland, SIN = Singapur
- G: Anzahl Gewinnpartien
- R: Anzahl Remispartien
- V: Anzahl Verlustpartien
- Pkt.: Anzahl der erreichten Punkte
- Partien: Anzahl der gespielten Partien
- Elo-Performance: Turnierleistung der Spieler mit mindestens 5 Partien
- Normen: Erspielte Normen für FIDE-Titel

## Shandong Torch Real Estate
| Nr. | Titel | Name        | Elo  | Nation | G  | R | V | Pkt. | Partien | Elo-Performance | Normen |
| --- | ----- | ----------- | ---- | ------ | -- | - | - | ---- | ------- | --------------- | ------ |
| 1   | GM    | Bu Xiangzhi | 2656 | CHN    | 10 | 7 | 0 | 13,5 | 17      | 2623            |        |
| 2   | GM    | Zhao Jun    | 2554 | CHN    | 8  | 9 | 1 | 12,5 | 18      | 2619            |        |
| 3   | IM    | Wen Yang    | 2475 | CHN    | 6  | 9 | 3 | 10,5 | 18      | 2462            |        |
| 4   |       | Chen Peng   | 2081 | CHN    | 0  | 0 | 1 | 0    | 1       |                 |        |
| 5   | WGM   | Hou Yifan   | 2513 | CHN    | 8  | 5 | 1 | 10,5 | 14      | 2473            |        |
| 6   | WIM   | Zhang Jilin | 2338 | CHN    | 5  | 8 | 5 | 9    | 18      | 2243            |        |
| 7   |       | Zhou Min    | 2187 | CHN    | 2  | 2 | 0 | 3    | 4       |                 |        |

## Beijing Patriots
| Nr. | Titel | Name             | Elo  | Nation | G | R  | V | Pkt. | Partien | Elo-Performance | Normen |
| --- | ----- | ---------------- | ---- | ------ | - | -- | - | ---- | ------- | --------------- | ------ |
| 1   | GM    | Wadim Swjaginzew | 2658 | RUS    | 2 | 2  | 0 | 3    | 4       |                 |        |
| 2   | GM    | Wang Hao         | 2638 | CHN    | 8 | 6  | 3 | 11   | 17      | 2552            |        |
| 3   | GM    | Ye Jiangchuan    | 2632 | CHN    | 1 | 6  | 4 | 4    | 11      | 2404            |        |
| 4   |       | Li Chao          | 2525 | CHN    | 6 | 7  | 2 | 9,5  | 15      | 2567            |        |
| 5   |       | Yu Yangyi        | 2205 | CHN    | 2 | 2  | 3 | 3    | 7       | 2316            |        |
| 6   | GM    | Xie Jun          | 2573 | CHN    | 3 | 2  | 0 | 4    | 5       | 2621            |        |
| 7   | WGM   | Zhao Xue         | 2467 | CHN    | 6 | 4  | 3 | 8    | 13      | 2417            |        |
| 8   | WGM   | Wang Yu          | 2384 | CHN    | 7 | 11 | 0 | 12,5 | 18      | 2339            |        |

## Shanghai Guan Sheng Yuan Intl
| Nr. | Titel | Name          | Elo  | Nation | G  | R  | V | Pkt. | Partien | Elo-Performance | Normen |
| --- | ----- | ------------- | ---- | ------ | -- | -- | - | ---- | ------- | --------------- | ------ |
| 1   | GM    | Ni Hua        | 2654 | CHN    | 11 | 6  | 1 | 14   | 18      | 2680            |        |
| 2   | GM    | Zhou Jianchao | 2572 | CHN    | 5  | 11 | 2 | 10,5 | 18      | 2510            |        |
| 3   |       | Lou Yiping    | 2268 | CHN    | 2  | 2  | 9 | 3    | 13      | 2270            |        |
| 4   |       | Lu Yijie      |      | CHN    | 0  | 2  | 3 | 1    | 5       | 2273            |        |
| 5   | WGM   | Wang Pin      | 2410 | CHN    | 5  | 4  | 1 | 7    | 10      | 2442            |        |
| 6   |       | Ju Wenjun     | 2345 | CHN    | 6  | 8  | 4 | 10   | 18      | 2324            |        |
| 7   |       | Zhang Xiaowen | 2203 | CHN    | 2  | 4  | 2 | 4    | 8       | 2365            |        |

## Guangdong Jinze Weihan
| Nr. | Titel | Name          | Elo  | Nation | G | R  | V | Pkt. | Partien | Elo-Performance | Normen |
| --- | ----- | ------------- | ---- | ------ | - | -- | - | ---- | ------- | --------------- | ------ |
| 1   | GM    | Li Shilong    | 2552 | CHN    | 7 | 6  | 5 | 10   | 18      | 2535            |        |
| 2   | GM    | Yu Shaoteng   | 2524 | CHN    | 4 | 6  | 5 | 7    | 15      | 2331            |        |
| 3   | GM    | Liang Chong   | 2505 | CHN    | 5 | 10 | 3 | 10   | 18      | 2544            |        |
| 4   |       | Cheng Xinkai  | 2352 | CHN    | 0 | 3  | 0 | 1,5  | 3       |                 |        |
| 5   | WGM   | Li Ruofan     | 2417 | SIN    | 7 | 7  | 3 | 10,5 | 17      | 2405            |        |
| 6   | WIM   | Kuang Yinghui | 2282 | CHN    | 3 | 7  | 3 | 6,5  | 13      | 2258            |        |
| 7   |       | Xu Tong       | 2172 | CHN    | 0 | 3  | 3 | 1,5  | 6       | 2205            |        |

## Tianjin Nankai University
| Nr. | Titel | Name            | Elo  | Nation | G  | R  | V | Pkt. | Partien | Elo-Performance | Normen |
| --- | ----- | --------------- | ---- | ------ | -- | -- | - | ---- | ------- | --------------- | ------ |
| 1   | GM    | Wang Yue        | 2656 | CHN    | 11 | 6  | 1 | 14   | 18      | 2560            |        |
| 2   |       | Wu Kaiyu        | 2287 | CHN    | 2  | 7  | 7 | 5,5  | 16      | 2400            |        |
| 3   |       | Li Haoyu        | 2285 | CHN    | 2  | 8  | 8 | 6    | 18      | 2387            |        |
| 4   |       | Xu Hanbing      | 2290 | CHN    | 0  | 2  | 0 | 1    | 2       |                 |        |
| 5   | IM    | Nana Dsagnidse  | 2429 | GEO    | 1  | 1  | 1 | 1,5  | 3       |                 |        |
| 6   | IM    | Elina Danieljan | 2424 | ARM    | 5  | 2  | 1 | 6    | 8       | 2535            |        |
| 7   | WGM   | Ning Chunhong   | 2354 | CHN    | 5  | 11 | 2 | 10,5 | 18      | 2329            |        |
| 8   |       | Zhang Ying      | 2262 | CHN    | 0  | 1  | 6 | 0,5  | 7       | 1950            |        |

## Chongqing Mobile
| Nr. | Titel | Name        | Elo  | Nation | G  | R | V | Pkt. | Partien | Elo-Performance | Normen |
| --- | ----- | ----------- | ---- | ------ | -- | - | - | ---- | ------- | --------------- | ------ |
| 1   | GM    | Wu Wenjin   | 2498 | CHN    | 3  | 9 | 4 | 7,5  | 16      | 2480            |        |
| 2   | FM    | Qiao Liang  | 2350 | CHN    | 3  | 8 | 7 | 7    | 18      | 2335            |        |
| 3   | FM    | Luo Wei     | 2289 | CHN    | 0  | 4 | 3 | 2    | 7       | 2305            |        |
| 4   |       | Wang Chen   | 2249 | CHN    | 3  | 3 | 7 | 4,5  | 13      | 2379            |        |
| 5   | WIM   | Huang Qian  | 2400 | CHN    | 10 | 8 | 0 | 14   | 18      | 2454            | WGM    |
| 6   |       | Tan Zhongyi | 2276 | CHN    | 6  | 9 | 3 | 10,5 | 18      | 2385            | WIM    |

## Jiangsu Netcom
| Nr. | Titel | Name        | Elo  | Nation | G | R | V | Pkt. | Partien | Elo-Performance | Normen |
| --- | ----- | ----------- | ---- | ------ | - | - | - | ---- | ------- | --------------- | ------ |
| 1   | GM    | Xu Yun      | 2574 | CHN    | 4 | 4 | 3 | 6    | 11      | 2466            |        |
| 2   |       | Zhou Weiqi  | 2469 | CHN    | 8 | 5 | 4 | 10,5 | 17      | 2572            | IM     |
| 3   |       | Lin Chen    | 2361 | CHN    | 5 | 5 | 3 | 7,5  | 13      | 2442            |        |
| 4   | WGM   | Shen Yang   | 2440 | CHN    | 1 | 6 | 6 | 4    | 13      | 2271            |        |
| 5   |       | Ruan Lufei  | 2370 | CHN    | 7 | 8 | 3 | 11   | 18      | 2330            | WIM    |
| 6   | WGM   | Gu Xiaobing | 2351 | CHN    | 6 | 4 | 8 | 8    | 18      | 2292            |        |

## Hebei Tianwei School
| Nr. | Titel | Name            | Elo  | Nation | G | R | V | Pkt. | Partien | Elo-Performance | Normen |
| --- | ----- | --------------- | ---- | ------ | - | - | - | ---- | ------- | --------------- | ------ |
| 1   | GM    | Zhang Pengxiang | 2657 | CHN    | 9 | 7 | 2 | 12,5 | 18      | 2575            |        |
| 2   | GM    | Zhang Zhong     | 2621 | SIN    | 4 | 9 | 3 | 8,5  | 16      | 2545            |        |
| 3   | GM    | Peng Xiaomin    | 2590 | CHN    | 3 | 4 | 1 | 5    | 8       | 2521            |        |
| 4   | IM    | Wang Rui        | 2482 | CHN    | 2 | 4 | 6 | 4    | 12      | 2293            |        |
| 5   |       | Liu Pei         | 2299 | CHN    | 2 | 7 | 9 | 5,5  | 18      | 2214            |        |
| 6   |       | Wang Doudou     | 2156 | CHN    | 1 | 8 | 9 | 5    | 18      | 2139            |        |

## Wuxi Tiancheng Real Estate
| Nr. | Titel | Name       | Elo  | Nation | G | R  | V | Pkt. | Partien | Elo-Performance | Normen |
| --- | ----- | ---------- | ---- | ------ | - | -- | - | ---- | ------- | --------------- | ------ |
| 1   |       | Wan Yanguo | 2386 | CHN    | 3 | 6  | 9 | 6    | 18      | 2336            |        |
| 2   |       | Wang Li    | 2337 | CHN    | 2 | 7  | 9 | 5,5  | 18      | 2298            |        |
| 3   |       | Ji Dan     | 2246 | CHN    | 1 | 10 | 7 | 6    | 18      | 2309            |        |
| 4   | WGM   | Tian Tian  | 2266 | CHN    | 1 | 9  | 4 | 5,5  | 14      | 2240            |        |
| 5   | WFM   | Guo Jun    | 2291 | CHN    | 0 | 8  | 6 | 4    | 14      | 2214            |        |
| 6   |       | Pan Qian   | 2149 | CHN    | 2 | 2  | 4 | 3    | 8       | 2257            |        |

## Qingdao Haiyang Chemical Co.
| Nr. | Titel | Name           | Elo  | Nation | G | R  | V  | Pkt. | Partien | Elo-Performance | Normen |
| --- | ----- | -------------- | ---- | ------ | - | -- | -- | ---- | ------- | --------------- | ------ |
| 1   | IM    | Tong Yuanming  | 2510 | CHN    | 2 | 8  | 5  | 6    | 15      | 2420            |        |
| 2   | GM    | Liang Jinrong  | 2467 | CHN    | 4 | 11 | 1  | 9,5  | 16      | 2455            |        |
| 3   |       | Liu Qingnan    | 2301 | CHN    | 2 | 6  | 6  | 5    | 14      | 2356            |        |
| 4   |       | Gao Rui        |      | CHN    | 1 | 3  | 5  | 2,5  | 9       | 2319            |        |
| 5   | GM    | Zhu Chen       | 2531 | QAT    | 2 | 2  | 0  | 3    | 4       |                 |        |
| 6   | WGM   | Wera Nebolsina | 2336 | RUS    | 0 | 2  | 3  | 1    | 5       | 2070            |        |
| 7   |       | An Zhixiao     | 2177 | CHN    | 0 | 3  | 12 | 1,5  | 15      | 1979            |        |
| 8   |       | Sun Xinyue     |      | CHN    | 1 | 1  | 6  | 1,5  | 8       | 2136            |        |
| 9   |       | Zhai Mo        |      | CHN    | 1 | 1  | 2  | 1,5  | 4       |                 |        |